# Форт Салоника (Њујорк)
Форт Салоника (енгл. Fort Salonga) насељено је место без административног статуса у америчкој савезној држави Њујорк.

## Демографија
По попису из 2010. године број становника је 10.008, што је 374 (3,9%) становника више него 2000. године.
| Група             | 2000.         | 2010.         |
| Белци             | 9.146 (94,9%) | 9.214 (92,1%) |
| Афроамериканци    | 59 (0,6%)     | 91 (0,9%)     |
| Азијати           | 165 (1,7%)    | 216 (2,2%)    |
| Хиспаноамериканци | 217 (2,3%)    | 388 (3,9%)    |
| Укупно            | 9.634         | 10.008        |